# Leucoagaricus
Leucoagaricus là một chi nấm trong họ Agaricaceae. Chi này chứa approximately 90 species.

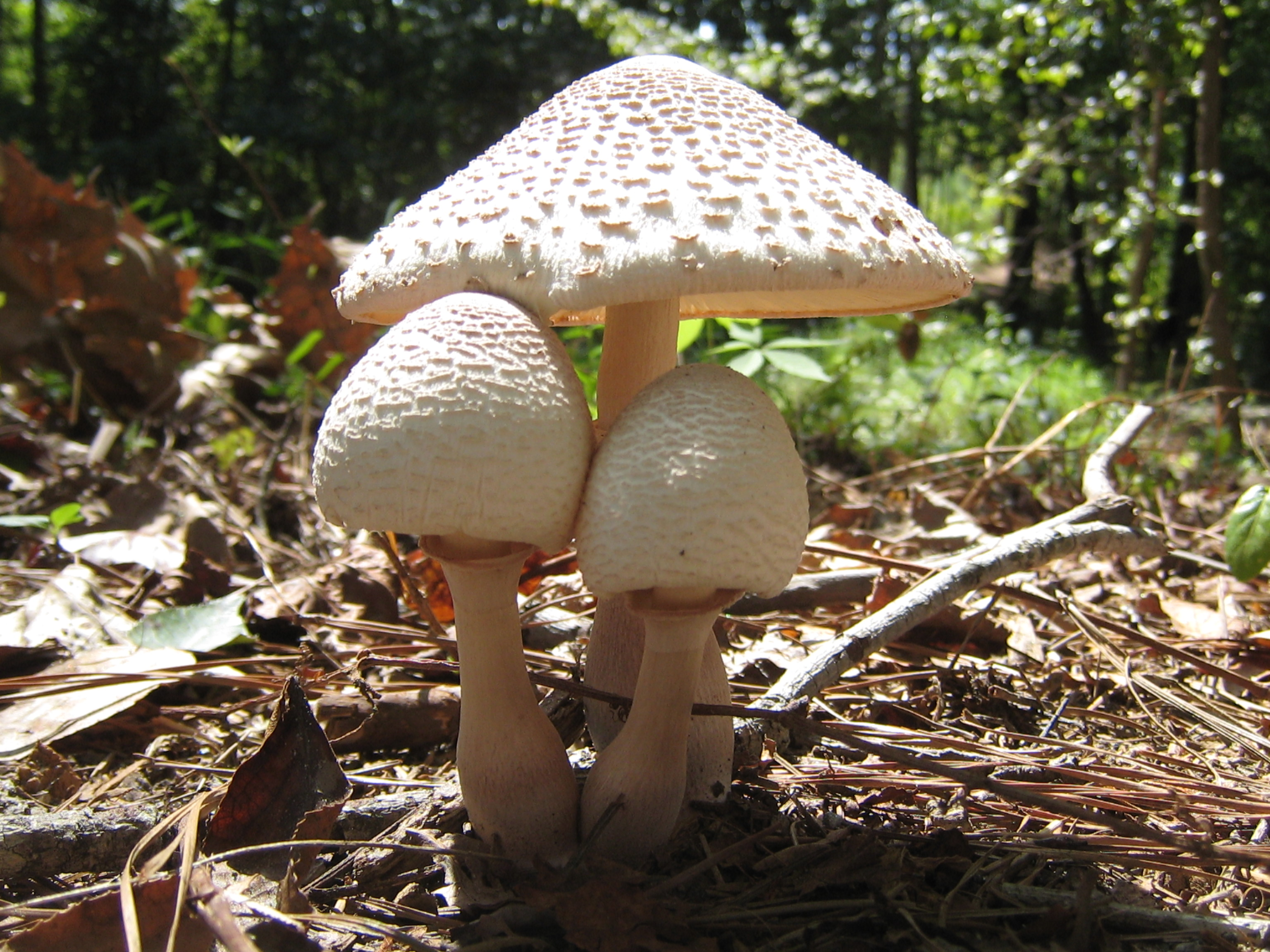
Leucoagaricus americanus
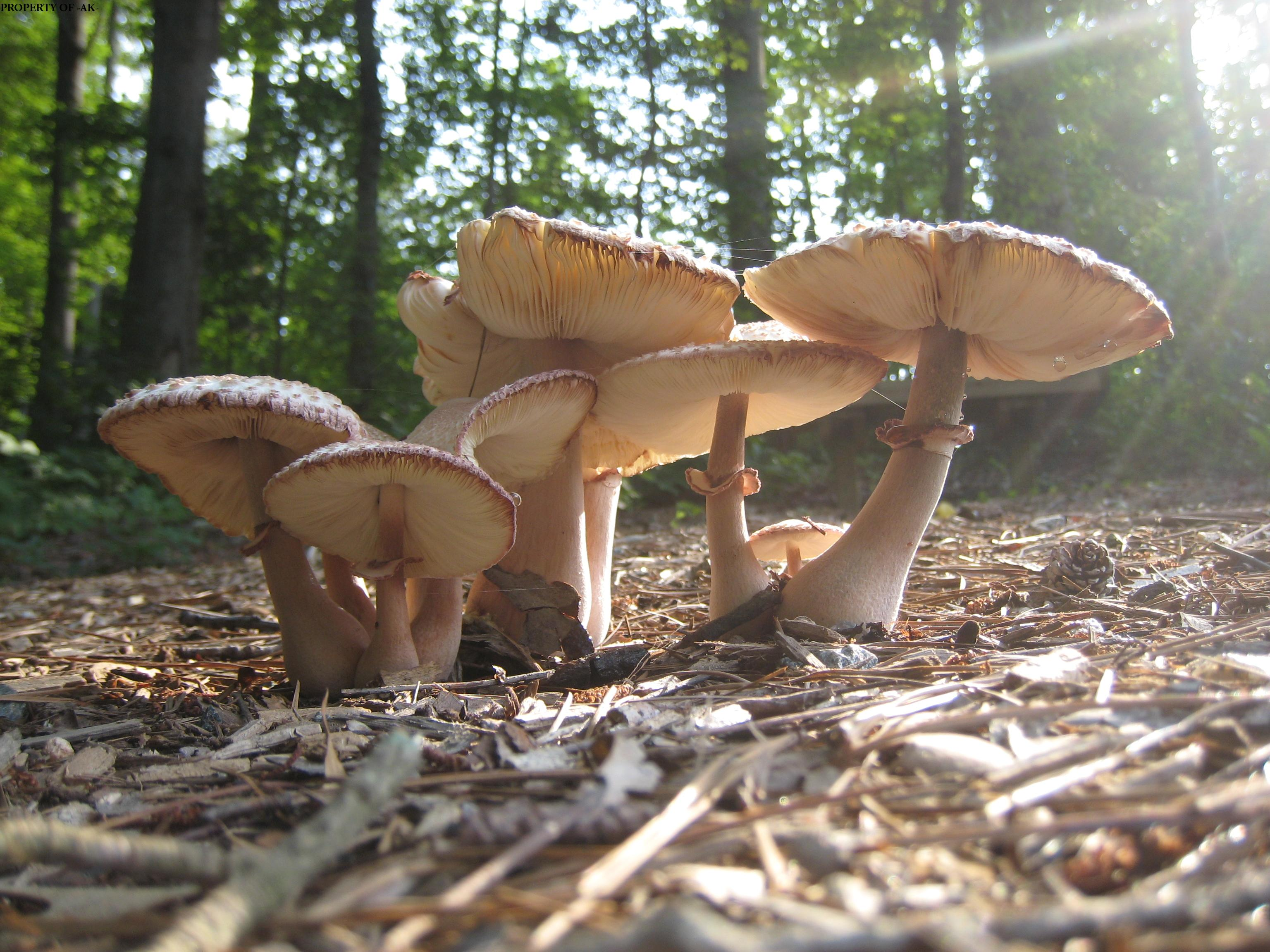
Leucoagaricus americanus
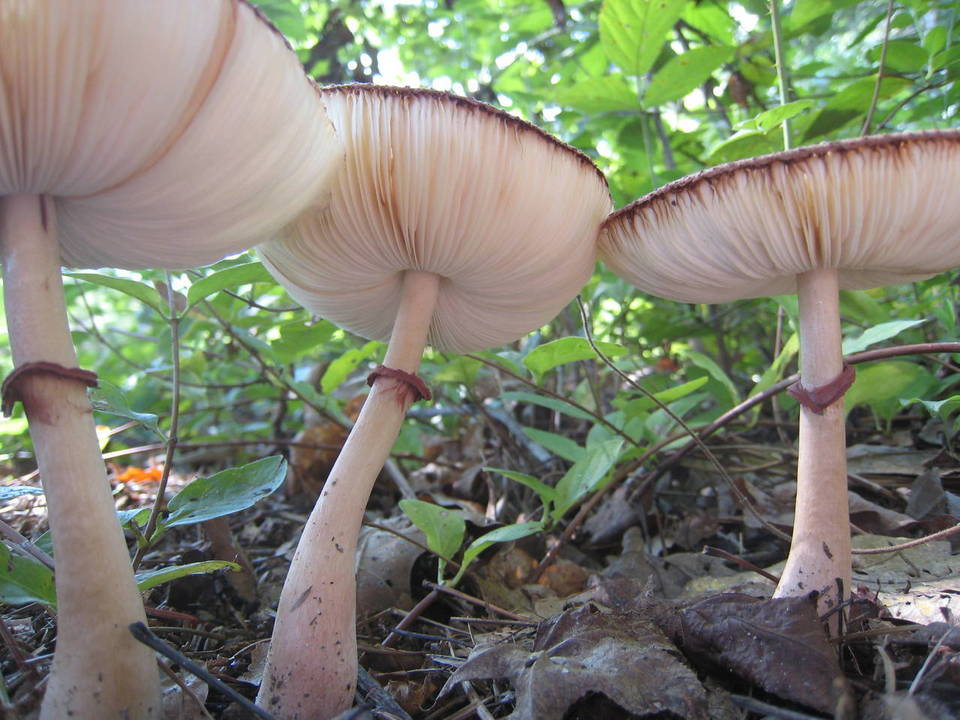
Leucoagaricus americanus